# 存在性謬誤
存在性謬誤（existential fallacy）是不當假定推理中的类有成員存在（即非空）造成的推理錯誤。
存在性謬誤可歸類於形式謬誤，或歸類於不當預設的非形式謬誤。
像例如討論人死後會因其生前的的善行或惡行而上天堂、下地獄、轉生到好人家、壞人家或甚至轉生為動物，或者認為死後會到泰山與祖先團聚或者戰士死後會進入瓦爾哈拉聖殿等，就可能犯下此種謬誤，因為這些講法都假定死後有來生，而死後是否有來生尚未得到證實。

## 說明
标准直言命題有四种：
- A命题：全稱肯定（“所有S是P”）
- E命题：全稱否定（“所有S不是P”）
- I命题：特稱肯定（“有些S是P”）
- O命题：特稱否定（“有些S不是P”）

I型及O型命題必然蘊涵「S集合非空」，A型及E型命題則不一定。當A型及E型命題蘊涵「S集合非空」，便是有「存在性預設」（existential import），反之則無。
命題是否有存在性預設須依語境決定，例如，當我們說「畢業典禮上的學生都要唱校歌」時，通常意味著（或可合理假定）畢業典禮上有學生（「畢業典禮上的學生」集合非空）；然而當我們說「獨角獸有一隻角」，則不蘊涵有獨角獸存在（「獨角獸」集合非空）。
傳統邏輯上，直言三段論的所有推理規則都帶有存在性預設；而現代邏輯則取消了存在性預設。由於取消了存在性預設，有些傳統邏輯上有效的推理將不再適用，如下所示：
| 類型  | 形式                                                           | 需要的存在性預設 |
| ----- | -------------------------------------------------------------- | ---------------- |
| A→I   | 所有 S 是 P → 有些 S 是 P                                      | 假定 S 非空      |
| A→I   | 所有 S 是 P → 有些 P 是 S                                      | 假定 S 非空      |
| E→O   | 所有 S 不是 P → 有些 S 不是 P                                  | 假定 S 非空      |
| AAI-1 | 所有 M 是 P；所有 S 是 M （→ 所有 S 是 P） → 有些 S 是 P       | 假定 S 非空      |
| EAO-1 | 所有 M 不是 P；所有 S 是 M （→ 所有 S 不是 P） → 有些 S 不是 P | 假定 S 非空      |
| AEO-2 | 所有 P 是 M；所有 S 不是 M （→ 所有 S 不是 P） → 有些 S 不是 P | 假定 S 非空      |
| EAO-2 | 所有 P 不是 M；所有 S 是 M （→ 所有 S 不是 P） → 有些 S 不是 P | 假定 S 非空      |
| AEO-4 | 所有 P 是 M；所有 M 不是 S （→ 所有 S 不是 P） → 有些 S 不是 P | 假定 S 非空      |
| AAI-3 | 所有 M 是 P；所有 M 是 S → 有些 S 是 P                         | 假定 M 非空      |
| EAO-3 | 所有 M 不是 P；所有 M 是 S → 有些 S 不是 P                     | 假定 M 非空      |
| AAI-4 | 所有 P 是 M；所有 M 是 S → 有些 S 是 P                         | 假定 P 非空      |
| EAO-4 | 所有 P 不是 M；所有 M 是 S → 有些 S 不是 P                     | 假定 M 非空      |

如使用了上述的推理式，語境上卻不允許對應的存在性預設，即為存在性謬誤。
在沒有存在性的條件下，還需要加上這三條規則，直言三段論才會有效：
- 中項必須而且只能周延一次（當不能確定中項存在時）。
- 前提中周延的項，在結論中也要周延（當不能確定該項存在時）。
- 當兩個前提均為全稱，結論亦必須是全稱（當不能確定小項（S）存在時）。

對於換位法，除了原本的兩個規則「不能改變原命題的肯否定」以及「原命題中不周延的項，換位後不可變周延」以外，還需加上這兩項：
- 不能改變原命題的全特稱（當不能確定原本的謂項/換位後的主項存在時）。
- 原命題中周延的項，換位後也要周延（當不能確定該項存在時）。

## 示例
例1

- 独角兽只有一隻角
- 因此，有些独角兽只有一隻角

原論述可分析如下，屬 A→I 型：
- (A) 所有独角兽都是只有一隻角
- (I) 有些独角兽是只有一隻角

此推理必須假定独角兽存在，但由於独角兽實際上不存在，不適用「独角兽」集合非空的假定，此推論是錯誤的。
例2

- 時光機是能讓人前往未來的機器
- 時光機是能讓人回到過去的機器
- 因此，有些能讓人回到過去的機器是能讓人前往未來的機器

原論述可分析如下，屬 AAI-3 型：
- (A) 所有時光機都是能讓人前往未來的機器
- (A) 所有時光機都是能讓人回到過去的機器
- (I) 因此，有些能讓人回到過去的機器是能讓人前往未來的機器

此推理必須假定時光機存在，由於時光機不存在，不適用「時光機」集合非空的假定，此推論是錯誤的。
例3

- (E) 非週期性的三角函數都不是週期函數。
- (A) 非週期性的三角函數都是三角函數。
- (O) 因此，有些三角函數不是週期函數。

EAO-3型。
例4

- (A) 龍是生物。
- (A) 凡生物皆會死。
- (I) 因此，有些有死的是龍。

AAI-4型。

## 外部連結
- （英文）Logical Fallacy: Existential Fallacy（页面存档备份，存于）
- （英文）The Traditional Square of Opposition （页面存档备份，存于）
- （繁體中文）https://chowkafat.net/Quantifier11.html （页面存档备份，存于）